# Марк Туллий Декула
Марк Ту́ллий Деку́ла (лат. Marcus Tullius Decula; II—I века до н. э.) — римский политический деятель из плебейского рода Туллиев, консул 81 года до н. э. В начале карьеры занимал должность монетария (по одной из версий), неудачно баллотировался в эдилы. Был сторонником Луция Корнелия Суллы и получил консулат от него за неизвестные заслуги, но не обладал реальными полномочиями.

## Биография
Марк Туллий принадлежал к незнатному плебейскому роду. Благодаря упоминанию в Капитолийских фастах (M. f. A. f.) известны преномены его отца и деда — Марк и Авл соответственно. Сохранились денарии с подписью монетария M. Tulli(us); отчеканить их мог будущий консул 81 года до н. э. в промежутке между 102 и 100 годами до н. э. Впрочем, существует альтернативная датировка, относящая монеты к периоду между 160 и 114 годами до н. э., при которой монетарием скорее был Декула-отец.
Единственные надёжно датированные упоминания о Марке Туллии относятся к его консульскому году. Известно, что в начале своей карьеры Декула выдвигал кандидатуру в эдилы, но проиграл выборы (об этом говорит его сородич Марк Туллий Цицерон в речи «В защиту Планция»). Учитывая требования Виллиева и Корнелиева законов, установивших определённый порядок прохождения высших магистратур, Марк должен был занимать должность претора, причём не позже 84 года до н. э. В декабре 82 года до н. э. Луций Корнелий Сулла, только что победивший в гражданской войне и захвативший единоличную власть, одобрил избрание Декулы и патриция Гнея Корнелия Долабеллы консулами на следующий год. С чем был связан такой выбор Суллы, неизвестно: Марк явно был человеком незначительным и не обладал особыми заслугами.
Выборы, по-видимому, были полностью контролируемыми: Квинт Лукреций Офелла, решивший баллотироваться в консулы против воли Суллы, был убит по его приказу. Особенностью консулата Декулы и Долабеллы стало то, что параллельно существовала власть Суллы как бессрочного диктатора; таким образом, Марк и Гней, по-видимому, вообще не обладали реальными полномочиями. О деятельности Декулы на посту консула ничего не известно. Он только упоминается как магистрат-эпоним в ряде источников — в Капитолийских фастах, Пасхальной хронике, «Хронографе 354 года» (здесь назван только когномен — Декула), хрониках Идация и Кассиодора, в «Аттических ночах» Авла Геллия.

## В культуре
Избрание Марка Туллия Декулы консулом описывается в романе австралийской писательницы Колин Маккалоу «Фавориты фортуны».